# Mysmenopsis
Mysmenopsis là một chi nhện trong họ Mysmenidae.